# لا انطباقية

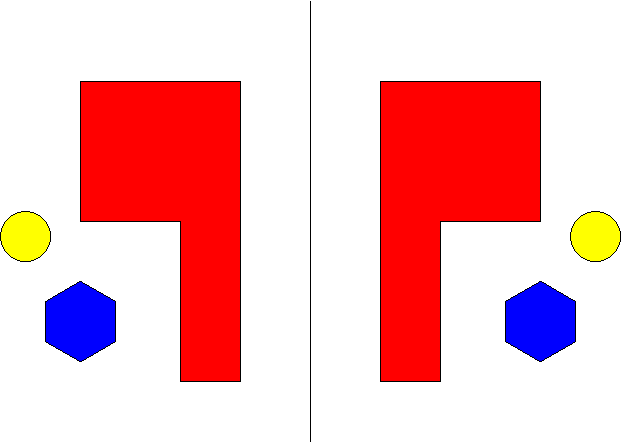
الشكل يوضح كيف تتحول بعض الأجسام نتيجة انعكاسهم بالنسبة لخط مستقيم : المضلع الأحمر يختلف عن صورتة المعكوسة ولذلك يطلق علية غير مطابق، لذلك فإنة لا يوجد تماثل مرآوي. بينما الدائرة الصفراء والمسدس المنتظم الأزرق لا يتغير تماثلهم المرآوي

لا انطباقية (بالإنجليزية: chirality)‏, في علم الهندسة، هو مصطلح يشير إلى الشكل الذي لا يتطابق مع تماثله المرآوي، أو على وجه التحديد، إذا لم يمكن أن يتطابق مع صورته المماثلة عن طريق عملية الدوران والانزلاق فقط.
على أي حال التطابق وغير تطابق بين الأشكال المستوية، يمكن إيجادها عن طريق التماثل. ينبغي أن يكون هناك 3 عناصر: المحور والمركز ونقطتين متماثلتين أو خطين متماثلين.